# 張知本
張知本（1881年2月20日—1976年8月15日），字懷九，号龙甲，别名礼恭，男，湖北省荆州府石首县人，祖籍湖北江陵。中華民国政治人物、法学、政治學者。中华民国军政府第一任司法部部長。

## 生平
1881年，張知本生於湖北石首。父親張特章是當地的學者、医生。五歲發蒙，自幼受到父親熏陶，敬仰曾國藩等漢臣，後師從嚴贊庭學習。1893年，13歲時中秀才。1895年，張之洞於武昌辦武備學堂，張知本作為年輕生員被保送入學，但因課程繁重又不堪軍事訓練，轉投考两湖書院，和黄興同學，受教於梁鼎芬、楊守敬等老師。1897年，赴京應科舉，備取為知縣，未應官，返回武昌。1899年，參加因反對俄國侵占東三省而爆發的學潮。同年從兩湖書院肄業，官費留學日本，在弘文学院學習日語，一年後轉入和佛法律学校學習法律，師從梅謙次郎、中村進午等學者。1905年，經時功玖介紹结识孫文，并加入中国同盟会。畢業後归国任教於廣濟中學堂，不久轉任武昌官立法政学堂、私立法政學堂和法官養成所。
1911年夏，父親過世，全心投入革命，任中国同盟会湖北支部評議長，與趙儼威等人同事。10月，參與武昌起義，中华民国军政府成立，張知本被推舉為政事部副部長，随后升任司法部部長。張知本迅速整备司法制度，12月协助宋教仁起草《鄂州臨時約法》。1912年，南北議和後，北京政府成立，張知本转往北京，因与袁世凱有矛盾而回到湖北，任江漢大学校長。1913年2月，作为国民党党員当选中华民国第一届国会参議院議員。同年7月，二次革命革命派敗北，江漢大学作为革命派的根据地遭到封闭，張知本作为革命派因唆使学生而被追究，逃往上海。1914年回到湖北，任私立中華大学教授。
1917年7月，孫文在广州发动護法運動，張知本赴广州参加，出席非常国会。其後，李書城在湖南省組織護法軍总司令部，張知本任秘書長。1918年5月，護法軍政府改組（大元帥制改为7总裁制），权限被削弱的孫文赴上海，張知本随从。1923年，張知本任教于上海法政大学。
1924年1月，中国国民党第一次全国代表大会在广州召开，張知本参加，当选候補中央執行委員。2月，出任陆海军大元帅大本营参議。張知本反对孫文的三大政策，和馮自由开展反共活動。其後，调往中国国民党漢口執行部，负责陝西、湖北、湖南3省的党務。同年，任湖北法科大学校長
1925年3月，孫文逝世，張知本被视为同年11月在北京结成的反共右派西山会議派成員。实际上張知本虽对西山会議派的思想傾向予以支持，但对西山会議派领导人招其赴北京参加该派活動持消极态度。而且，中国国民党主流派听取情况时，張知本本人也否认自己是西山会議派的一員。即便如此，中国国民党主流派仍认定張知本是西山会議派的主要成員，結果翌年1月中国国民党第二次全国代表大会对西山会議派的林森、居正、張知本等人共同作出开除党籍处分。
1927年春，随着上海法政大学再開，張知本仍任该大学董事兼校長。蒋介石掌权，武漢国民政府与其合流後的9月，張知本复归政界，任湖北清党委員会主任委員。当時，他与胡宗鐸、陶鈞及新桂系军官交流深入。10月，武漢成立湘鄂臨時政務委員会，張知本任委員兼民政处長。他还任湖北省党務指導委員会組織部長，湖北省党部改組后，任訓練部長。11月，張知本在新桂系支持下，就任湖北省政府主席
1928年5月，中国国民党武漢政治分会成立，張知本任该分会委員。1929年初，張知本代理主席。蒋桂战争爆发后，張知本也被卷入，被视为新桂系的一員。随着新桂系敗北，張知本被迫下野，并且再度受到开除党籍处分。事件後，張知本对蒋介石十分反感。下野期間，張知本作为法学家上海专心著作，翻译并刊行了《憲法論》、《社会法律学》、《憲政要論》等著作。張知本和王寵惠、董康、江庸被视为当時四大法学家。
張知本积极参加反蒋介石活動。1930年，出席了反蒋的北平扩大会議。1931年2月，胡漢民遭蒋介石軟禁，在广州组织反蒋的国民政府，張知本参加。九一八事变爆发后，中国国民党各派大同結，張知本为此进行了交涉，各派和解後的中国国民党第四次全国代表大会上，張知本当选候補中央執行委員。
1932年，張知本就任国民政府民众訓練委員会主任委員，因与蒋介石在民众訓練的手法上有分歧，故辞任。1933年1月，孫科就任立法院長，并兼任立法院憲法草案委員会委員長，張知本任该委员会副委員長，负责主持起草《中華民国憲法》。同年8月，憲法草案完成。張知本的草案试图抑制蒋介石的权限，蒋介石未予采纳，经蒋介石授意的另一位副委員長吴经熊的草案在1934年10月获得采纳。这激起了孙科及张知本的不满。
1935年11月，張知本当选中国国民党第五届候補中央委員。翌年，任北平朝陽大学校長。1937年3月，兼任司法院秘書長，但仍将精力主要集中在朝陽大学。抗日战争爆发後，張知本率朝陽大学避難，先后迁至長沙、成都、重慶。張知本负责朝阳大学期间，管理自由開明，国民政府教育部長陳立夫认为那里是「共产党之巢」，重点監視、控制（迁至重慶也是其中一環）。1942年，張知本任第一任行政法院院長。1945年5月，当选中国国民党第六届中央監察委員。
战後，張知本任蘇浙皖敵偽产接收清査团团長。1946年，当选制憲国民大会代表。1947年，当选行憲国民大会代表。此外，还任国務会議法制審査委員会委員。1949年1月，蒋介石下野，副总統李宗仁代理总統，張知本被起用为行政法院院長。

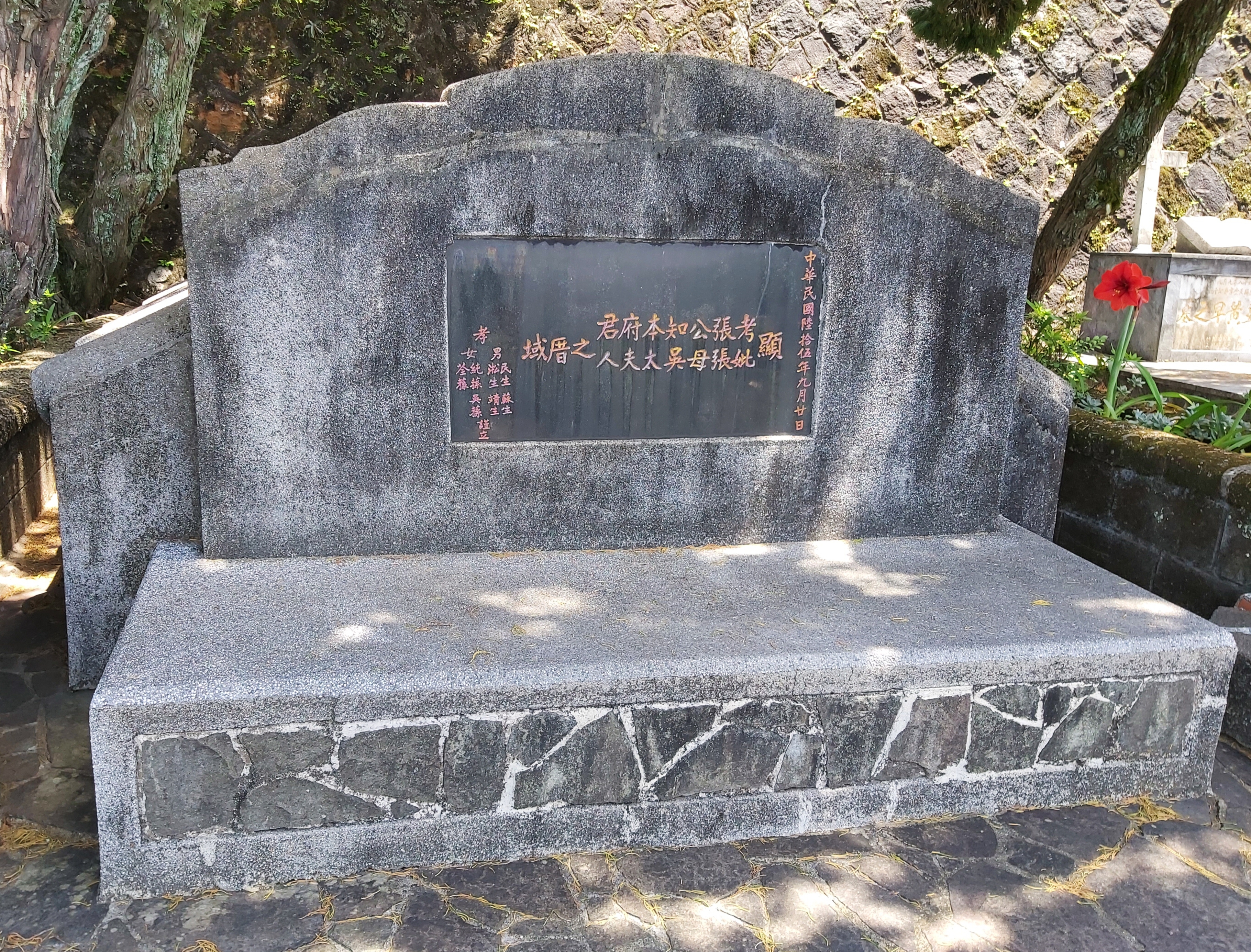
張知本墓

第二次国共内战中国国民党注定敗北之后，張知本前往台湾。在台湾，任總統府國策顧問、總統府資政。後来，还担任光復大陸設計研究委員會副主任委員、中国国民党中央評議委員、国民大会憲政研討委員会常務委員等职务。作为法学家，任中国憲法学会及中国刑法学会理事長，後获授中華学術院名誉法学博士
1976年8月15日，張知本在台北市病逝。享年96岁。張大一，上海人，兩岸相隔，他四處託人尋找祖父墳墓不成，在嘉義縣前議長蕭登標協助下，終在陽明山公墓找到祖父的墳塋，並於2016年1月20日由友人陪同到陽明山公墓祭拜。